# Indigofera laxiflora
Indigofera laxiflora är en ärtväxtart som beskrevs av William Grant Craib. Indigofera laxiflora ingår i släktet indigosläktet, och familjen ärtväxter. Inga underarter finns listade i Catalogue of Life.